# Васильев, Василий Владимирович (эколог)
Васи́лий Влади́мирович Васи́льев (1889, Казань — 1941) — российский, советский биолог, эколог, основатель и первый директор Кондо-Сосвинского боброво-соболиного заповедника.

## Ранняя биография
В. В. Васильев родился в Казани в 1889 году в семье адвоката.
Окончил Комиссаровское техническое училище в Москве, сменил множество мест работы. Неизвестно, служил ли в армии, но по слухам участвовал в Гражданской войне в войсках Колчака или Унгерна.
В 1922 году работал наблюдателем метеорологической станции на реке Демьянке, затем — заведующим подотделом охоты Тобольского окружного земельного управления.

## Кондо-Сосвинский заповедник
В 1926 году был направлен в район водораздела Конды и Малой Сосьвы, чтобы выяснить, обитают ли там речные бобры, истреблённые к тому времени по всей России, и какие меры надо принять для их охраны. Благодаря налаженным контактам с местным населением, Васильеву удалось обнаружить места расселения бобров.
По его предложению в 1929 году был организован Северо-Уральский государственный охотничий заповедник, с 1934 года — Кондо-Сосвинский боброво-соболиный заповедник. Директором стал В. Васильев.
Он сумел привлечь к работе в заповеднике хантыйских охотников, знатоков тайги. Ханты уважали Васильева, называли его «Васька-Ойка» (то есть старейшина), затем «Васька-Ойка-Суд» (старший судья), иногда «Васька-царь» и даже «Васька-шайтан». Виталий Бианки, приехавший в заповедник летом 1930 года, сравнивал Васильева с Кожаным Чулком, героем романов Фенимора Купера. Он так описывал Васильева:
…высокая фигура. Голова повязана зелёным платком вместо шапки.

Крупные, решительные черты лица. У пояса охотничий нож. На ногах высокие, с раструбами сапоги.

Вот с кого писать корсара!
В 1938 году Васильева сняли с должности директора, но он продолжал работать в заповеднике. После конфликтов с новым директором его перевели в Печоро-Илычский заповедник.
Приехав туда в 1941 году, Васильев скопостижно скончался от сердечного приступа. Кондо-Сосвинский заповедник был закрыт в 1951 году, в числе многих других.
В 1976 году на части территории бывшего Кондо-Сосвинского заповедника по инициативе биолога и эколога Феликса Штильмарка был создан заповедник «Малая Сосьва».

## Научная деятельность
Васильев не имел специального биологического образования, но проявил себя как активный исследователь фауны Зауралья. Ф. Штильмарк в своей книге о Кондо-Сосвинском заповеднике приводит список печатных и рукописных работ В. Васильева.
- Васильев В. В. Бобры на Тобольском севере. // Охотник, № 8, 1927.
- Васильев В. В. К заметке профессора Г. А. Кожевникова «Новое местонахождение бобров». // Охрана природы, № 4, 1928, с. 23—25.
- Васильев В. В. Проект организации Северо-Уральского государственного заповедника (рук. 1929). Местонахождение не известно.
- Васильев В. В. Охотничий промысел на Тобольском Севере, его устройство и перспективы. // Уральский охотник, № 12, 1928, с. 12—16
- Васильев В. В. Река Демьянка. Экономико-этнографический очерк. Тобольск, 1929, 36 с.
- Васильев В. В. Ондатра (Результаты акклиматизации в Кондо-Сосвинском заповеднике). М., 1947, 91 с.
- Васильев В. В. Соболь и его промысел (рук. 1930). Местонахождение неизвестно.
- Васильев В. В. Кондо-Сосвинский заповедник и охотсовхоз (рук. 1929). Местонахождение неизвестно.
- Васильев В. В. Отчетная докладная записка в Тобольскую окружную плановую комиссию по обследованию водоразделов рек Конды, Большой и Малой Сосв, произведенного в 1926/27 гг. (рук.). Архив гос. заповедника «Малая Сосьва» (г. Советский).
- Васильев В. В., Раевский В. В., Георгиевская З. И. Речные бобры и соболи в Кондо-Сосвинском государственном заповеднике. // Труды Кондо-Сосвинского гос. заповедника, вып. 1, М., 1941, 98 с.